# Purpurkuckuck
Der Purpurkuckuck (Centropus violaceus) ist ein Vogel aus der Gattung der Spornkuckucke (Centropus).
Der Vogel kommt auf dem Bismarck-Archipel vor und ist endemisch in Papua-Neuguinea.
Der Lebensraum umfasst Primärwald bis 950 m Höhe.
Der Artzusatz kommt von lateinisch violaceus ‚violettfarben‘.

## Merkmale
Diese Art ist etwa 64 cm groß und wiegt 500 g, schwarz mit bläulichem Schimmer und breitem Schwanz. Die Iris ist rot, Augenring und Schnabel schwarz, um das Auge findet sich ein ungefiederter gräulicher Abschnitt, die Füße sind blass schiefer- bis hornfarben. Jungvögel sind mattschwarz auf der Oberseite mit purpurschimmerndem Flügel und Schwanz, die Unterseite schmutzig-grau, die Iris hellgrau.
Die Art ist monotypisch.

## Stimme
Der Ruf wird als tiefe, hohl klingende Laute beschrieben.

## Lebensweise
Die Nahrung besteht aus großen Insekten einschließlich Gespenstschrecken, auch Frösche und kleine Schnecken, die auf Baumstämmen und in Lianen gesucht werden.
Das Nest wird hoch oben auf einem großen Baum gebaut, das Gelege besteht aus drei weißen Eiern.

## Gefährdungssituation
Der Bestand gilt als potentiell gefährdet (Near Threatened).